# AC75
L'AC75( America's Cup 75) és un iot de regates utilitzat en la regata de la Copa Amèrica del 2021 i que es va decidir utilitzar per a les regates de la 37a Copa Amèrica i també per a la 38a Copa Amèrica. Els monobucs de 23m d'eslora porten unes hidroales fixades rígidament al buc, una vela rigida, i no tenen quilla, aquestes tecnologies punteres els permet agafar velocitats fins 4 vegades la velocitat del vent. També estan equipats amb tecnologia AIS que permet seguir i monitorar la posició dels vaixells en temps real en els vídeos de la regata amb una bandera, el nª d'ordre y la velocitat, cosa que és crucial tant per a la seguretat com per a l'estratègia durant les regates.

## Norma
Després de l'America's Cup 2017, els guanyadors del Royal New Zealand Yacht Squadron van acceptar un desafiament del Circolo della Vela Sicilia que estipulava que s'utilitzaria un monobuc el 2021. El 21 de novembre de 2017 es van publicar gràfics conceptuals d'un monobuc amb veles toves i hidroales inclinats a la part superior, i el primer esborrany de la regla de classe va ser publicat pel defensor i el desafiador del registre el 29 de març de 2018. El retorn als monobucs amb veles toves després de tres America's Cup en multibuc amb wingsails recorda les classes anteriors de la America's Cup i les tradicions marineres, però la regla incloïa hidroales per atreure tripulacions d'alt rendiment i grans audiències de televisió.
Segons el protocol, cada club competidor podia construir dos iots, però es van excloure les proves de dos vaixells excepte durant la Copa de Nadal PRADAdel 17 al 20 de desembre de 2020 i per als defensors durant la Copa PRADAdel 15 de gener al 22 de febrer de 2021. Per reduir els costos de disseny i prova de les característiques úniques de la classe, la regla especificava sistemes de control de foil, tots fabricats per l'equip defensor i els braços de foil, tots fabricats pel constructor del Challenger of Record , Persico Marine .

## Llista de iots AC75
| Sindicat                   | Nom            | Drassana            | Llançat                             | Història competitiva                                                                                      | Actual                                                                                 | Notes         |
| -------------------------- | -------------- | ------------------- | ----------------------------------- | --- | -------------------------------------------------------------------------------------- | ------------- |
| Emirates Team Nova Zelanda | L'Aihe         | ETNZ                | Auckland, 6 de setembre de 2019     | Vaixell de trial (mai regat)                                                                              | Venut a Alinghi com a vaixell d'entrenament per a l'AC37. Rebatejat com a BoatZero     | [ 8 ]         |
| Màgia americana            | Desafiador     | Màgia americana     | Newport, RI, 14 de setembre de 2019 | Vaixell de trial (mai regat)                                                                              |                                                                                        | [ 9 ]         |
| Luna Rossa Prada Pirelli   | Luna Rossa     | Persico Marine      | Cagliari, 2 d'octubre de 2019       | Vaixell de trial (mai regat)                                                                              |                                                                                        | [ 10 ]        |
| Equip INEOS Regne Unit     | Britannia      | Vaixells Carrington | Portsmouth, 4 d'octubre de 2019     | Vaixell de trial (mai regat)                                                                              |                                                                                        | [ 11 ]        |
| Màgia americana            | Patriota       | Màgia americana     | Auckland, 16 d'octubre de 2020      | Va córrer a la Prada Cup 2021                                                                             | Utilitzat com a vaixell d'entrenament per a AC37. Retirat del servei el febrer de 2023 | [ 12 ] [ 13 ] |
| Equip INEOS Regne Unit     | Britannia      | Vaixells Carrington | Auckland, 17 d'octubre de 2020      | Va córrer a la Prada Cup 2021                                                                             |                                                                                        | [ 14 ]        |
| Luna Rossa Prada Pirelli   | Luna Rossa     | Persico Marine      | Auckland, 20 d'octubre de 2020      | El guanyador de la Prada Cup 2021 va perdre la Copa Amèrica 2021 contra l'Emirates Team New Zealand (7-3) |                                                                                        | [ 15 ]        |
| Emirates Team Nova Zelanda | Te Rehutai     | ETNZ                | Auckland, 18 de novembre de 2020    | Guanyador de la Copa Amèrica 2021                                                                         | Utilitzat com a vaixell d'entrenament per a AC37                                       | [ 16 ]        |
| Emirates Team Nova Zelanda | Taihoro        | ETNZ                | Auckland, 11 d'abril de 2024        | Per a la defensa de la Copa Amèrica 2024                                                                  |                                                                                        | [ 17 ] [ 18 ] |
| Luna Rossa Prada Pirelli   | Luna Rossa     | Persico Marine      | Cagliari, 13 d'abril de 2024        | Per al repte de la Copa Amèrica 2024                                                                      |                                                                                        | [ 19 ]        |
| Alinghi Red Bull Racing    | Vaixell        | ARBR                | Barcelona, 16 d'abril de 2024       | Per al repte de la Copa Amèrica 2024                                                                      |                                                                                        | [ 20 ]        |
| INEOS Britannia            | Britannia      | Vaixells Carrington | Barcelona, 1 de maig de 2024        | Per al repte de la Copa Amèrica 2024                                                                      |                                                                                        | [ 21 ]        |
| Màgia americana            | Patriota       | Màgia americana     | Barcelona, 7 de maig de 2024        | Per al repte de la Copa Amèrica 2024                                                                      |                                                                                        | [ 22 ]        |
| Equip d'Orient Express     | Orient Express | Multiplast          | Barcelona, 29 de maig de 2024       | Per al repte de la Copa Amèrica 2024                                                                      |                                                                                        | [ 23 ] [ 24 ] |

Les diferències visibles entre dissenys han estat comentades per la majoria de les comunitats de constructors i la premsa especialitzada a mesura que es botava cada un dels iots.

## Velocitat
Basant-se en simulacions per ordinador es va calcular una velocitat potencial de 50 kn (93 km/h; 58 mph).
Les velocitats més altes que es van registrar realment a les curses van ser:
- 49,1 kn (90,9 km/h; 56,5 mph) de Te Rehutai (en 15 i 19 kn (28 i 35 km/h; 17 i 22 mph)) el 17 de desembre de 2020.[28]
- 50,25 kn (93,06 km/h; 57,83 mph) de Britannia durant el dia 4 de la Copa Prada el 23 de gener de 2021.
- 53,31 kn (98,73 km/h; 61,35 mph) de Patriot (American Magic) durant el dia 1 de les semifinals de la Copa Prada (en brisa amb ràfegues de fins a 22 kn (41 km/h; 25 mph)) el 29 de gener de 2021.[29]

## Polèmica
Després de la publicació del disseny de la seva hidroala inclinada l'any 2017, l'enginyer naval brasiler Manoel Chaves va contactar amb ETNZ per informar-los que tenia una patent per al disseny proposat. Aparentment, Team New Zealand va ignorar la correspondència dels advocats de patents de Chaves durant més de dos anys abans de simplement rebutjar les denúncies. ETNZ es va defensar amb l'afirmació "tota bona idea té 1000 pares".